# 326・ボクラジオ
326・ボクラジオ（ミツル・ボクラジオ）は、TBSラジオをキーステーションに、JRN系列で深夜に放送されていたラジオ番組。
パーソナリティは326。1999年4月6日から2000年3月までは火曜日の24:00から24:30、2000年4月から同年9月までは金曜日の24:30から25:00に放送されていた。
1999年3月26日の21:00から22:00に、326と19、そして進藤晶子アナウンサーによる特別番組がTBSラジオで放送され、1999年のTBSラジオのキャンペーンの一環で放送開始した。